# Berchem (Antwerpen)

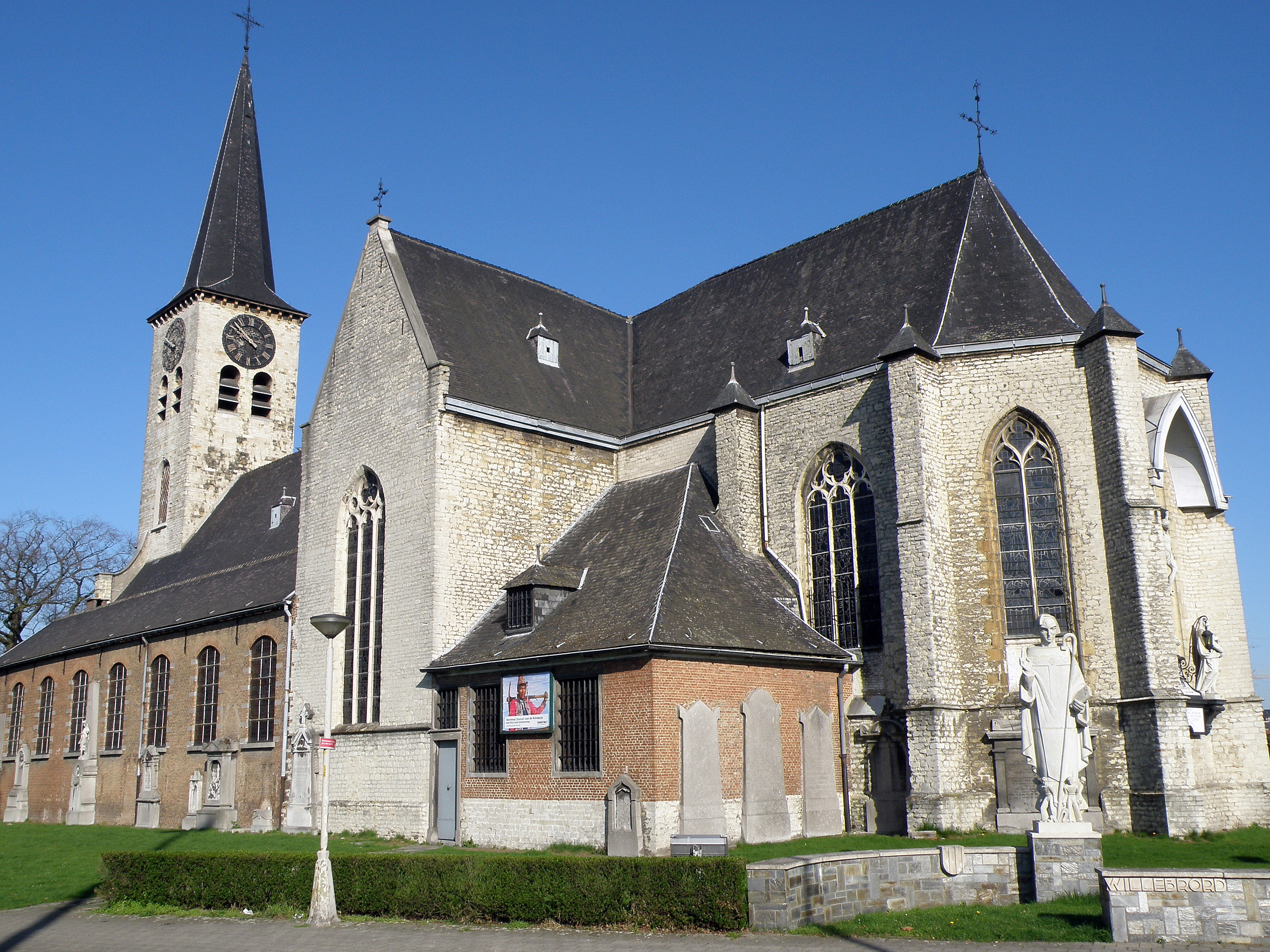
Sint-Willibrorduskerk, laatgotisch koor en kruisbeuk. Rechts op voorgrond: beeld van Sint Willibrord door Albert Poels

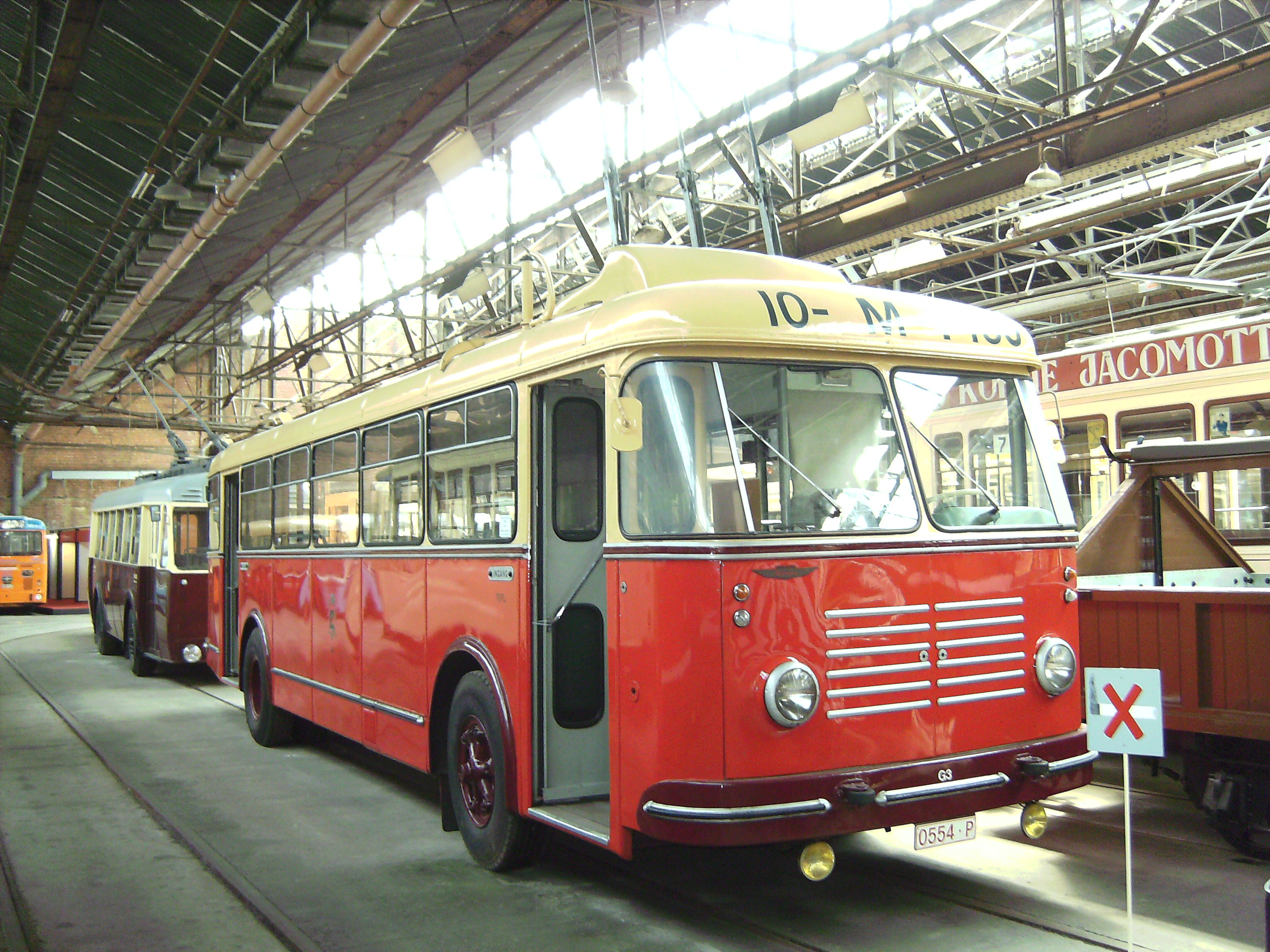
De enige overgebleven gyrobus ter wereld, in het Vlaams Tram- en Autobusmuseum

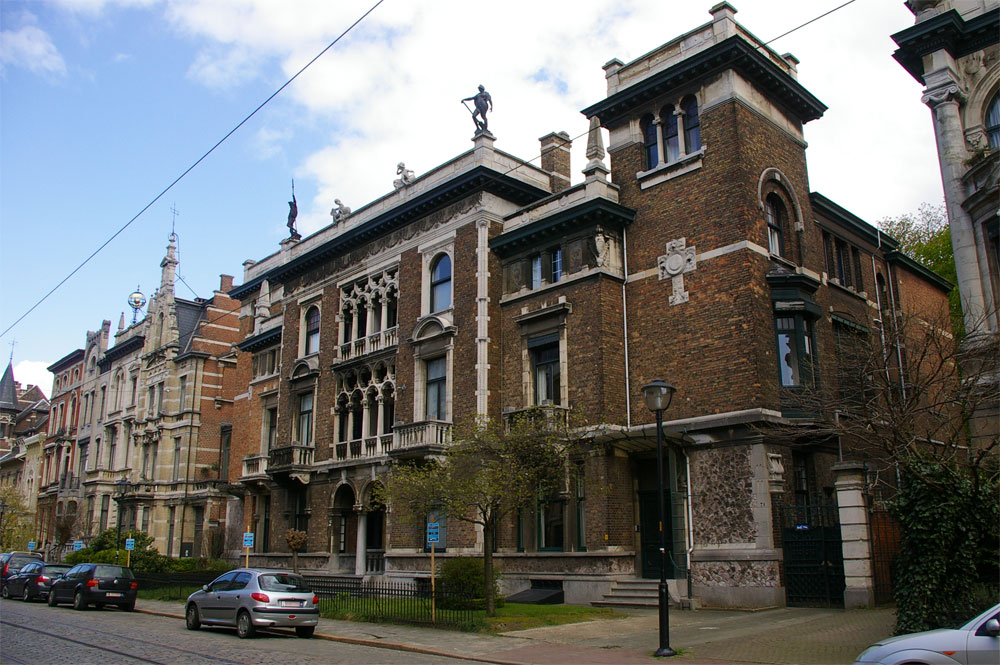
Huizengroep Scaldis aan de Cogels-Osylei, gebouwd door architect Frans Van Dijk

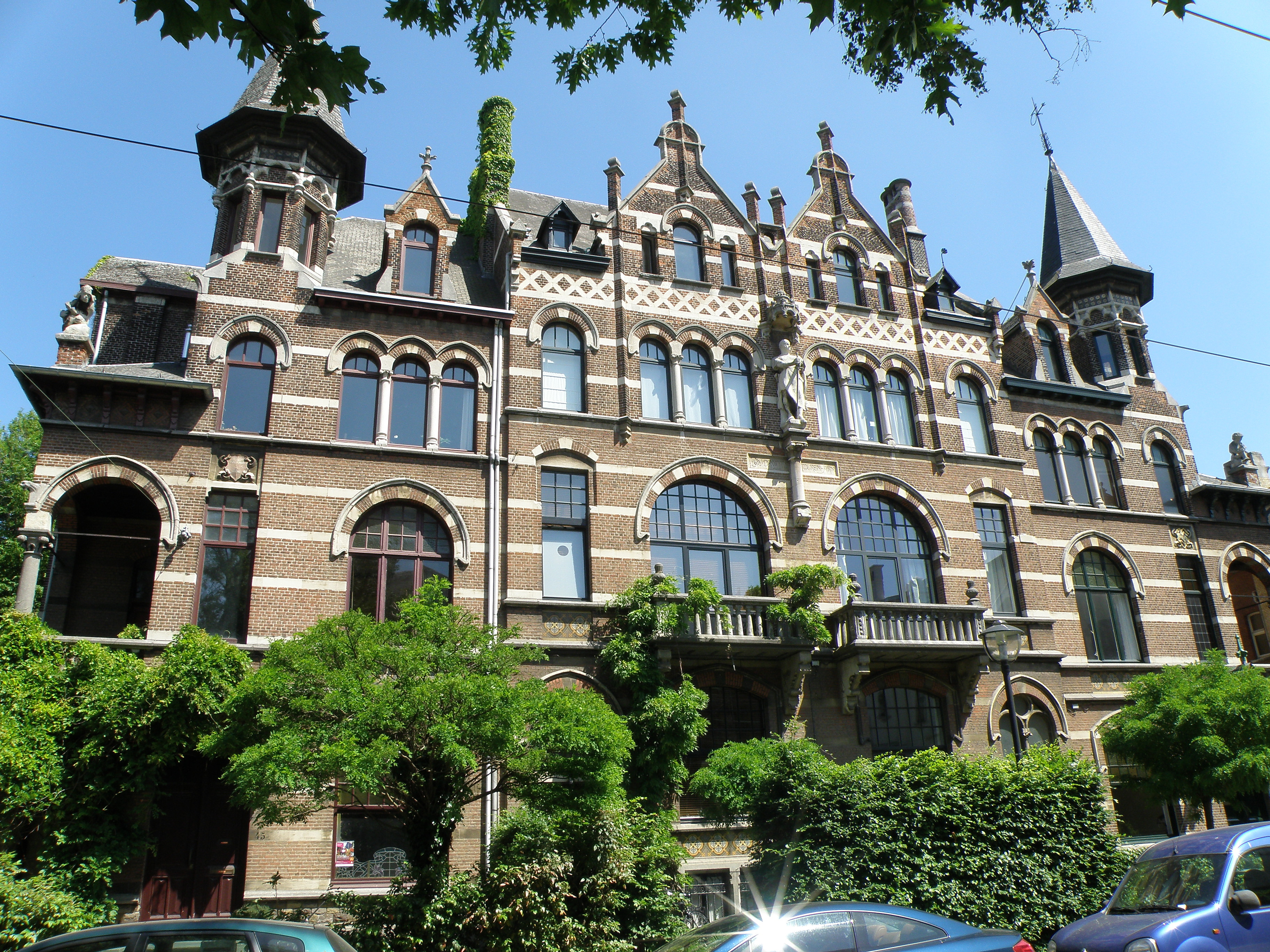
Groep van vier huizen in Neo-Vlaamse-renaissance, genoemd naar Boudewijn met de IJzeren Arm. Ontwerp van architect Frans Van Dijk (bouwjaar 1899)

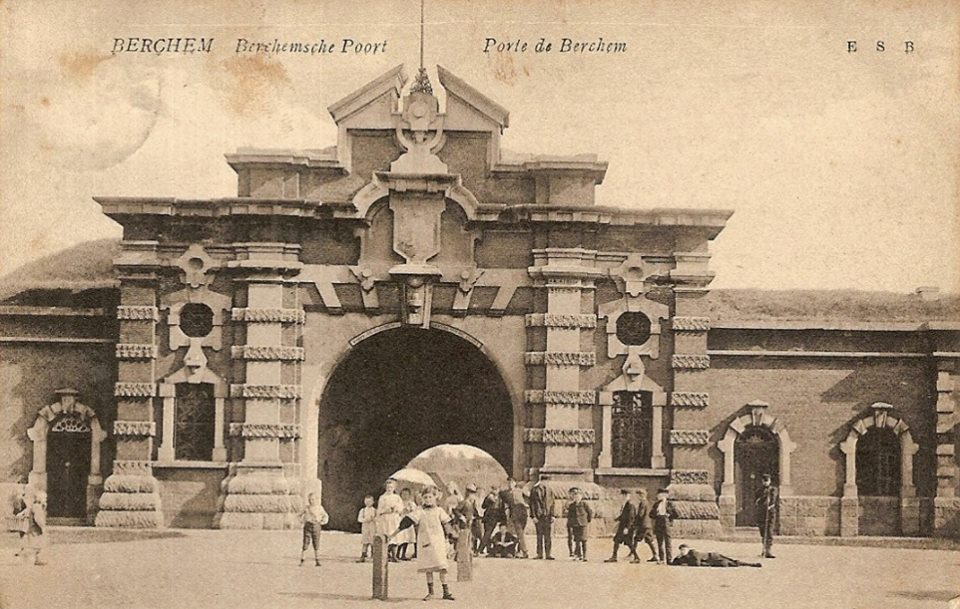
Berchemsche poort

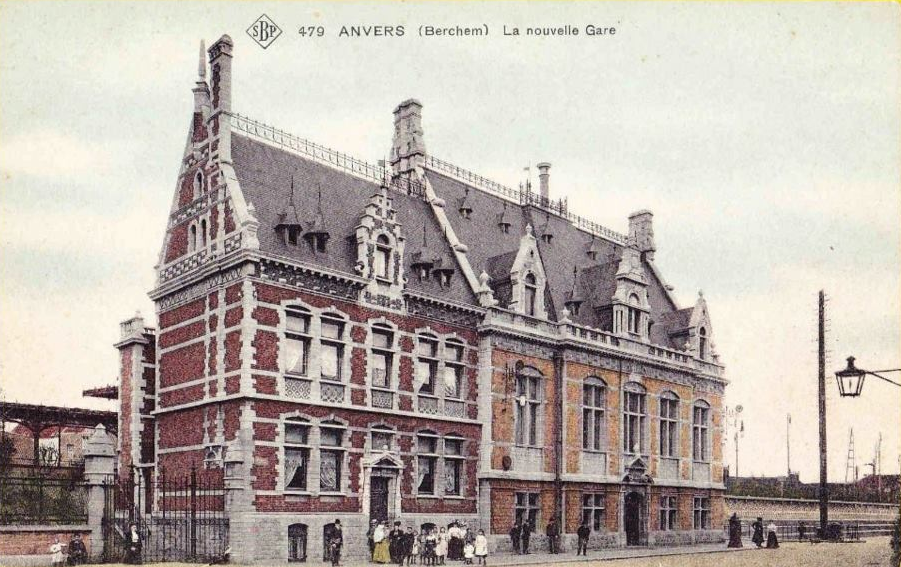
Voormalig station van Berchem

Berchem is een plaats in België en een district van de stad Antwerpen. Berchem was een zelfstandige gemeente tot aan de gemeentelijke herindeling van 1983.

## Toponymie
De naam Berchem, bestaande uit de woorddelen Berch en -em, is als volgt te verklaren: Berchem is het hoogste deel van de vlakte die Antwerpen omringt. Berch is waarschijnlijk een afkorting van Op ten Berch (tevens de bijnaam van de Hogeweg), en verwijst dan ook vermoedelijk naar berg.
Woorden die eindigen op '-chem' en dus geen harde maar zachte 'g' hebben, zijn een twijfelgeval. Zo zou 'Berchem' van zowel 'Berch-hem' als 'Berch-gem' kunnen komen. Het suffix -em (afleiding van heem) is net als -sele en -ingen een typisch Frankisch achtervoegsel voor respectievelijk de termen huis/hoeve, dorp en gehucht. Het suffix -gem, met de betekenis huis van, dateert daarentegen uit een vroegere Germaanse periode.
Het toponiem Berchem kan echter in beide gevallen verklaard worden als "woning op de berg" of "hoeve op de berg".

## Geschiedenis

### Middeleeuwen
De vroegste (bekende) geschiedenis van Berchem speelt zich af in de middeleeuwen. De ideale ligging van Berchem, circa 12 m boven de overstromingsgebieden van de Schelde, deed een kleine gemeenschap ontstaan die leefde van landbouw, jacht en visvangst. Volgens de overlevering richtte Sint-Willibrordus tijdens een bezoek in 710 zelf een houten bidkapel op in het toenmalige Berchembos, die later evenwel door de Noormannen werd verwoest. Er kwam een stenen kapel voor in de plaats. De oudste gedeelten van de huidige kerk dateren van het einde van de 15e eeuw. Het gaat hier over de Sint-Willibrorduskerk, de oudste kerk van Berchem (Antwerpen). In 1249 komt Wouter Berthout van Ranst, lid van de adellijke Brabantse familie Berthout, naar het dorpje en wordt daardoor de eerste heer van Berchem. Deze heren van Berchem behielden zich het recht om dorpsoverheden te benoemen, recht te spreken en belastingen te innen. Ondanks zijn goede ligging telde Berchem in 1450 amper 40 huizen.

### Ancien régime
Dit aantal groeide echter snel aan toen Antwerpen een belangrijke handelsstad werd en het verkeer vanuit deze stad richting Mechelen toenam. Zo vestigden zich nog voor 1550 tal van hoefsmeden, wagenmakers en herbergiers langs de Oude Baan (de huidige Generaal Lemanstraat en de Floraliënlaan) en de gouden eeuw breekt aan voor Berchem. Het inwoneraantal stijgt tot 3.000 inwoners, die zich gespecialiseerd hebben in allerlei nijverheden en ambachten. Het is tevens de periode van de eerste stenen huizen, en de bouw van de Sint-Willibrorduskerk die getooid werd met een uurwerk.
De tweede helft van deze eeuw bracht echter het noodlot over het dorp. Het Spaanse verzet tegen de Reformatie had onder de calvinisten een beeldenstorm uitgelokt die haar hoogtepunt kende op 21 augustus 1566. De woede van de calvinistische volksbeweging richtte zich tegen de gevestigde instellingen en bestreed de godsdienstige conventies door kunstwerken en religieuze beelden te vernietigen. Hierbij werd onder andere de kerk zwaar geteisterd, maar ook het dorp zelf werd met de grond gelijk gemaakt. Dit noopte de Spaanse bezetter tot actie en ze stuurden Fernando Álvarez de Toledo (bijnaam: Alva) naar de Schelde-regio. Het verzet werd tijdelijk verbroken en Alva slaagt erin om Kasteel Cantincrode in te nemen.
Na de zes jaar durende harde lijn van Alva, bleek de opstand echter niet neergeslagen. De repressie bleek zelfs contraproductief te zijn geweest aangezien het een groeiende onvrede had veroorzaakt onder de gematigde onderdanen. Het vertrek van Alva veranderde Cantincrode echter in een roversnest dat een belangrijke rol speelde tijdens de Spaanse Furie. Een tekst uit 1584, in de aanloop naar de Val van Antwerpen (1585), vermeldt: "...dat men hetselve dorp, toren en de kercke sal ruyneren ende destrueren met de huysinghen."
Na 1605 kon men voor het eerst herademen, en begon men met de heropbouw van de kerk. Maar het einde van de militaire dreigingen was nog lang niet in zicht. Vanaf de tweede helft van de 17e eeuw komen "Hollandse" troepen regelmatig oorlogsschatting opeisen in Berchem. Maar ook de ambachten klaagden, wegens de zware concurrentie van de buitenambachten en de inkrimping van de bevolking.
De 18e eeuw brengt een periode van rust en economische heropleving. Er vestigen zich weer hoefsmeden en herbergiers langsheen de gekasseide Grotesteenweg. Ook de Berchemse boeren gaat het voor de wind met de opstart van de aardappelteelt, wat dan op zijn beurt de dorpsbevolking in sneltreinvaart doet aangroeien tot 2.000 zielen. Wanneer keizer Jozef II, de "koster van Weenen", echter afzakt naar onze streken breekt er een nieuwe woelige periode aan. De Brabantse Omwenteling breekt aan en noopt de inwoners van Berchem tot de gezamenlijke aankoop van een kanon en meneer pastoor koopt er zelfs drie. In 1830 vindt hier de slag bij Berchem plaats. In 1900 bouwde men ten noorden van Berchem in de wijk Haringrode een voor de tijd hypermodern Militair Hospitaal en Arsenaal op de plaats van het vroegere, circa 1853 gebouwde en circa 1885 gesloopte Fortje 4 van Berchem.

### Moderne tijd
In 1912 verwierf de stad Antwerpen al een groot gedeelte van Berchem waaronder Laag-Middelheim en het kasteelpark Vogelenzang. De Wilrijksepoort kwam daarbij van Berchem in Antwerpen te liggen. Ook kwam er een grondruil in Zurenborg.

### Tweede Wereldoorlog
De gemeente Berchem werd rond 20 mei 1940 bezet door het Duitse leger en bevrijd op 4 september 1944. 
Uit Berchem werden minstens 1048 Joden weggevoerd naar concentratiekampen in Duitsland, waar de overgrote meerderheid vermoord werd.

### Fusies
Tijdens de Duitse bezetting werd de zelfstandigheid opgeheven vanaf 1 januari 1942 en werd Berchem een van de districten van de fusiegemeente 'Groot-Antwerpen'. Na de oorlog werd Berchem terug een zelfstandige gemeente tot ze op 1 januari 1983 bij Antwerpen werd gevoegd.

## Geografie

### Kernen
De Ring rond Antwerpen en de spoorlijnen 25/27 naar Brussel en 15 naar Lier en Hasselt, verdelen Berchem in verschillende wijken. Men onderscheidt er nu de wijken Oud-Berchem (binnen de Ring, waaronder een deel van de wijk Zurenborg) ; het Nieuw Kwartier, dit zijn de vroegere wijken Pulhof, Het Rooi en De Veldekens, en de wijk Groenenhoek. Spoorlijn 15/27A scheidt de Groenenhoek in een oude en een nieuwe Groenenhoek.

### Buurgemeenten en -districten
Berchem wordt begrensd door de stad Mortsel en de Antwerpse districten Deurne, Borgerhout, Wilrijk en Antwerpen.

## Demografische ontwikkeling
- Opmerking:resultaten volkstellingen op 31/12 tot en met 1970 + 01/01/1980 + 31/12/1982

## Politiek

### Structuur
Het district Berchem maakt deel uit van de stad Antwerpen. Deze ligt in het kieskanton Antwerpen is identiek aan het provinciedistrict Antwerpen en ligt in het kiesarrondissement Antwerpen en de kieskring Antwerpen.
| Berchem          | Berchem          | Supranationaal         | Nationaal                         | Nationaal           | Gemeenschap         | Gewest              | Provincie           | Arrondissement  | Provinciedistrict | Kanton          | Gemeente        | District         |
| ---------------- | ---------------- | ---------------------- | --------------------------------- | ------------------- | ------------------- | ------------------- | ------------------- | --------------- | ----------------- | --------------- | --------------- | ---------------- |
| Administratief   | Niveau           | Europese Unie          | België                            | België              | Vlaanderen          | Vlaanderen          | Antwerpen           | Antwerpen       | Antwerpen         | Antwerpen       | Antwerpen       | Berchem          |
| Administratief   | Bestuur          | Europese Commissie     | Belgische regering                | Belgische regering  | Vlaamse regering    | Vlaamse regering    | Deputatie           | Deputatie       | Deputatie         | Deputatie       | Gemeentebestuur | Districtscollege |
| Administratief   | Raad             | Europees Parlement     | Kamer van volksvertegenwoordigers | Vlaams Parlement    | Vlaams Parlement    | Vlaams Parlement    | Provincieraad       | Provincieraad   | Provincieraad     | Provincieraad   | Gemeenteraad    | Districtsraad    |
| Kiesomschrijving | Kiesomschrijving | Nederlands Kiescollege | Kieskring Antwerpen               | Kieskring Antwerpen | Kieskring Antwerpen | Kieskring Antwerpen | Kieskring Antwerpen | Antwerpen       | Antwerpen         | Antwerpen       | Antwerpen       | Berchem          |
| Verkiezing       | Verkiezing       | Europese               | Federale                          | Federale            | Vlaamse             | Vlaamse             | Provincieraads-     | Provincieraads- | Provincieraads-   | Provincieraads- | Gemeenteraads-  | Districtsraads-  |

### Districtscollege
| Districtscollege    | Districtscollege |
| ------------------- | --- |
| Districtsvoorzitter | Evi Van der Planken (N-VA) |
| Districtsschepenen  | 1. Erkan Öztürk (GROEN Vooruit) 2. Amber Vermeiren (N-VA) 3. Quinten Bronckars (GROEN Vooruit) 4. Bart Vanderfeesten (N-VA) 5. Ria Vermeulen (GROEN Vooruit) |

### Districtsraad
Sinds 2013 telt de Berchemse districtsraad 25 zetels. De huidige leden zijn:
- Ilse Jacques, Evi Van der Planken, Jan Poppe, Jan Dedecker, Henri Van Herpen, Magda Geers, Amber Vermeiren, Bart Vanderfeesten, Jan Portael, Kathy Defossez (N-VA)
- Kris Gysels (Open Vld)
- Emmanuel Collin (CD&V)
- Ria Vermeulen, Arnold Peeters, Erkan Öztürk, Lucienne Verbraeken, Clara Willemse, Herlinde Vanhooydonck, Anouk Haudenhuyse, Marjoke Werbrouck, Quinten Bronckars (GROEN Vooruit)
- Ezra Cnaepkens, Rachid El Hamouti, Elissa Loopomans (PVDA+)
- William Van Kerckhoven (Vlaams Belang)

De districtsraad heeft beslissingsbevoegdheid over sport-, jeugd-, cultuur- en seniorenbeleid. Ook over de communicatie van het district, de feestelijkheden en een gedeelte van de straat- en groenwerken kan de districtsraad beslissingen nemen. Over de andere domeinen kan de districtsraad adviezen geven.

### Geschiedenis

#### Resultaten districtraadsverkiezingen sinds 2000
Op 8 oktober 2000 werden de eerste districtsraadsverkiezingen voor het gemeentedistrict Berchem gehouden.
| Partij of kartel     | Partij of kartel                                   | 8-10-2000 | 8-10-2000 | 8-10-2006 | 8-10-2006 | 14-10-2012 | 14-10-2012 | 14-10-2018 | 14-10-2018 | 13-10-2024 | 13-10-2024 |
| Stemmen / Zetels     | Stemmen / Zetels                                   | %         | 23        | %         | 23        | %          | 25         | %          | 25         | %          | 25         |
| -------------------- | -------------------------------------------------- | --------- | --------- | --------- | --------- | ---------- | ---------- | ---------- | ---------- | ---------- | ---------- |
|                      | PVDA1/ PVDA+2                                      | 1,31      | 0         | 1,252     | 0         | 6,112      | 1          | 7,61       | 2          | 13,51      | 3          |
|                      | SP1/ sp.a-spirit2/ sp.a-GroenA/ Groen-VooruitC     | 13,531    | 3         | 28,82     | 7         | 34,75A     | 9          | 35,4A      | 9          | 33,5C      | 9          |
|                      | Agalev1/ Groen!2/ sp.a-GroenA/ Groen-VooruitC      | 16,271    | 4         | 10,272    | 2         | 34,75A     | 9          | 35,4A      | 9          | 33,5C      | 9          |
|                      | VLD1/ VLD-Vivant2/ Open Vld3/ Open Berchem4        | 22,211    | 6         | 16,72     | 4         | 10,803     | 2          | 10,23      | 2          | 6,64       | 1          |
|                      | CVP1/ CD&V-N-VAB/ CD&V2                            | 13,771    | 3         | 16,2B     | 4         | 7,832      | 2          | 7,52       | 2          | 5,52       | 1          |
|                      | VU-ID1/ CD&V-N-VAB/ N-VA2                          | 4,801     | 1         | 16,2B     | 4         | 32,922     | 9          | 32,62      | 9          | 34,82      | 10         |
|                      | Vlaams Blok1/ Vlaams Belang-VLOTT2/ Vlaams Belang3 | 25,301    | 6         | 25,732    | 6         | 7,593      | 2          | 6,73       | 1          | 6,03       | 1          |
|                      | Anderen(*)                                         | 2,81      | 0         | 1,11      | 0         | -          |            | -          |            | -          |            |
| Totaal stemmen       | Totaal stemmen                                     | 26108     | 26108     | 25570     | 25570     | 24359      | 24359      | 26328      | 26328      | 19215      | 19215      |
| Opkomst %            | Opkomst %                                          | 89,69     | 89,69     | 89,18     | 89,18     | 85,28      | 85,28      | 89,6       | 89,6       | 65,2       | 65,2       |
| Blanco en ongeldig % | Blanco en ongeldig %                               | 3,01      | 3,01      | 3,77      | 3,77      | 3,02       | 3,02       | 3,2        | 3,2        | 1,6        | 1,6        |

De zetels van de gevormde coalitie staan vetjes afgedrukt. De grootste partij of kartel is in kleur.
(*) 2000: Vivant (1,9%), WOW (0,91%) / 2006: Defusie (0,61%), Verstandig Rechts (0,50%)

## Bezienswaardigheden

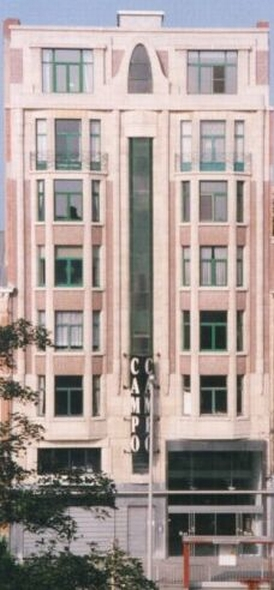
Voormalige bioscoop 'Berchem Palace'. Op het moment van opname bevond zich op het gelijkvloers kunstgalerie "Campo & Campo"

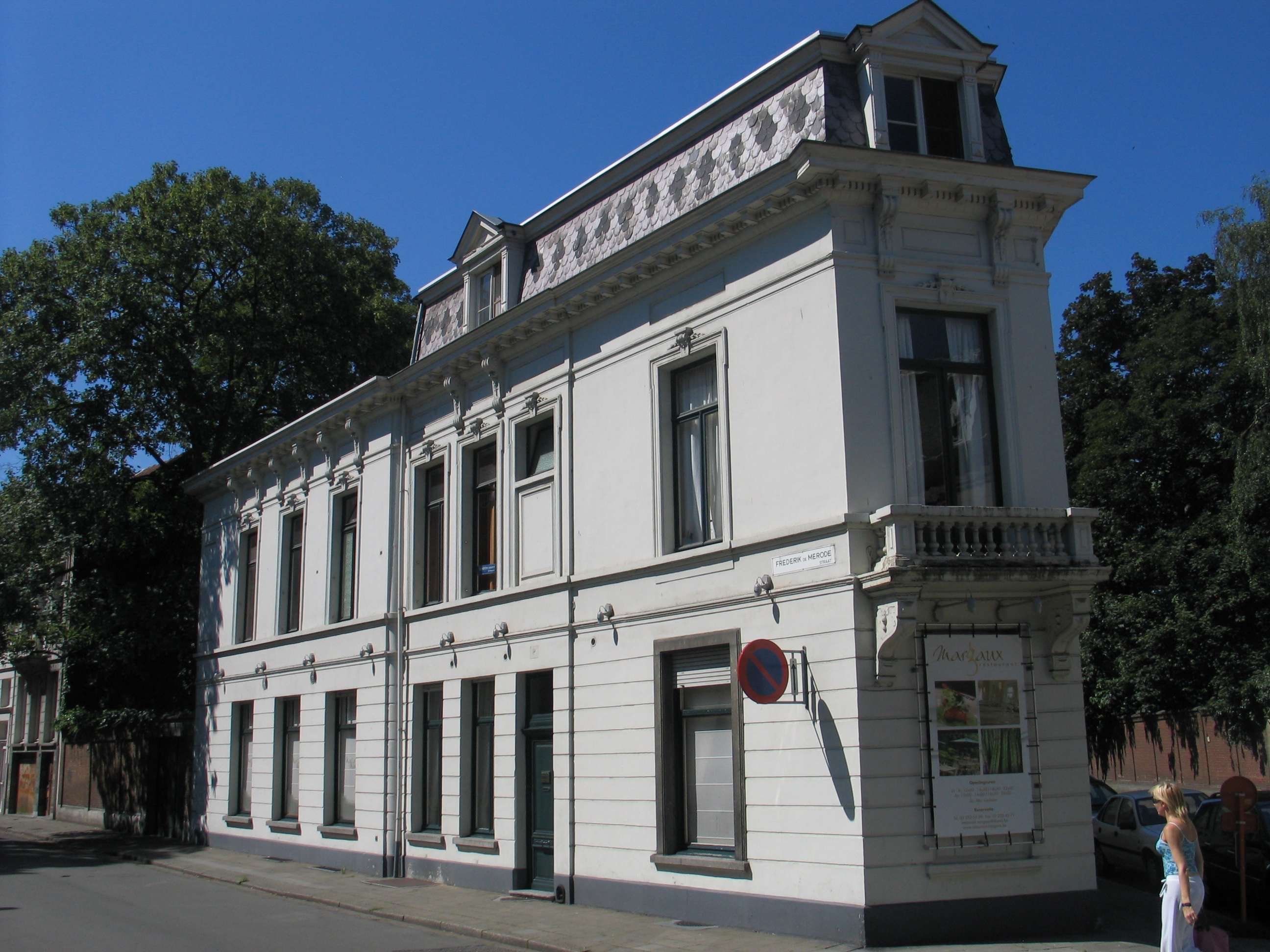
Een Neoclassicistisch hoekhuis De Merodestraat / Terlinckstraat. Ontwerp van Charles De Roeck uit 1888

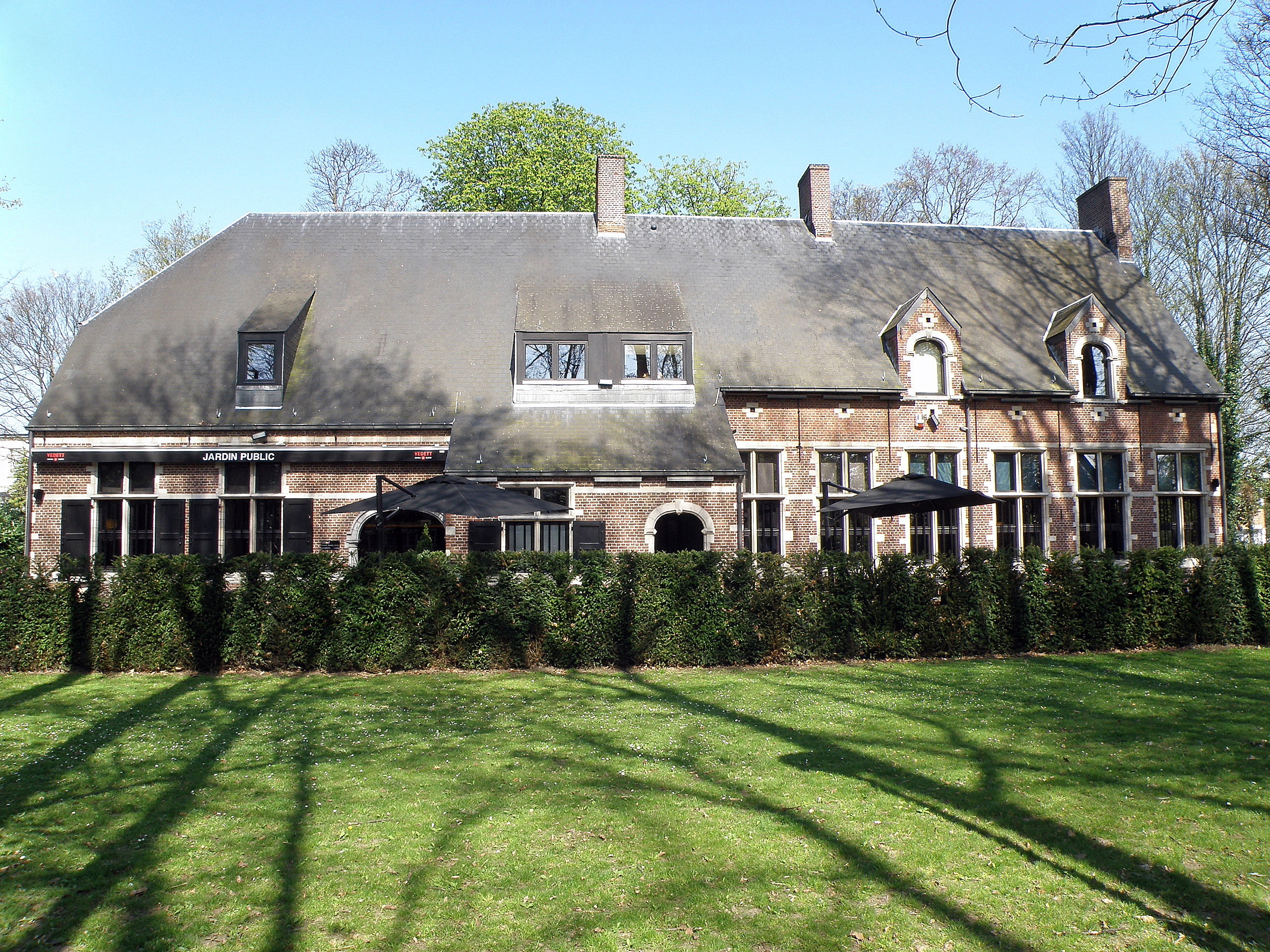
Het Hof van Nauwelaerts; in neotraditionele stijl, gebouwd 1910-11 n.o.v. Emiel Van Averbeke

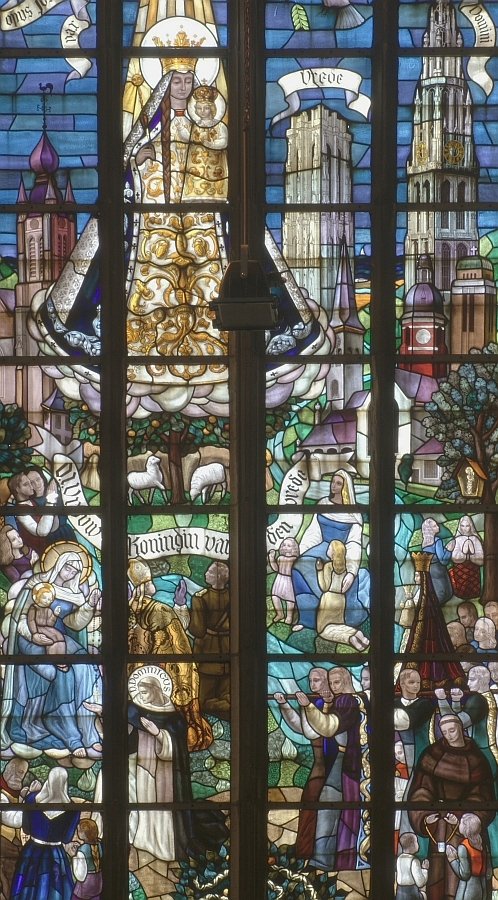
Glas-in-loodraam - OLV van den Vrede door Joris Van de Broek (1946) in de Sint-Hubertuskerk

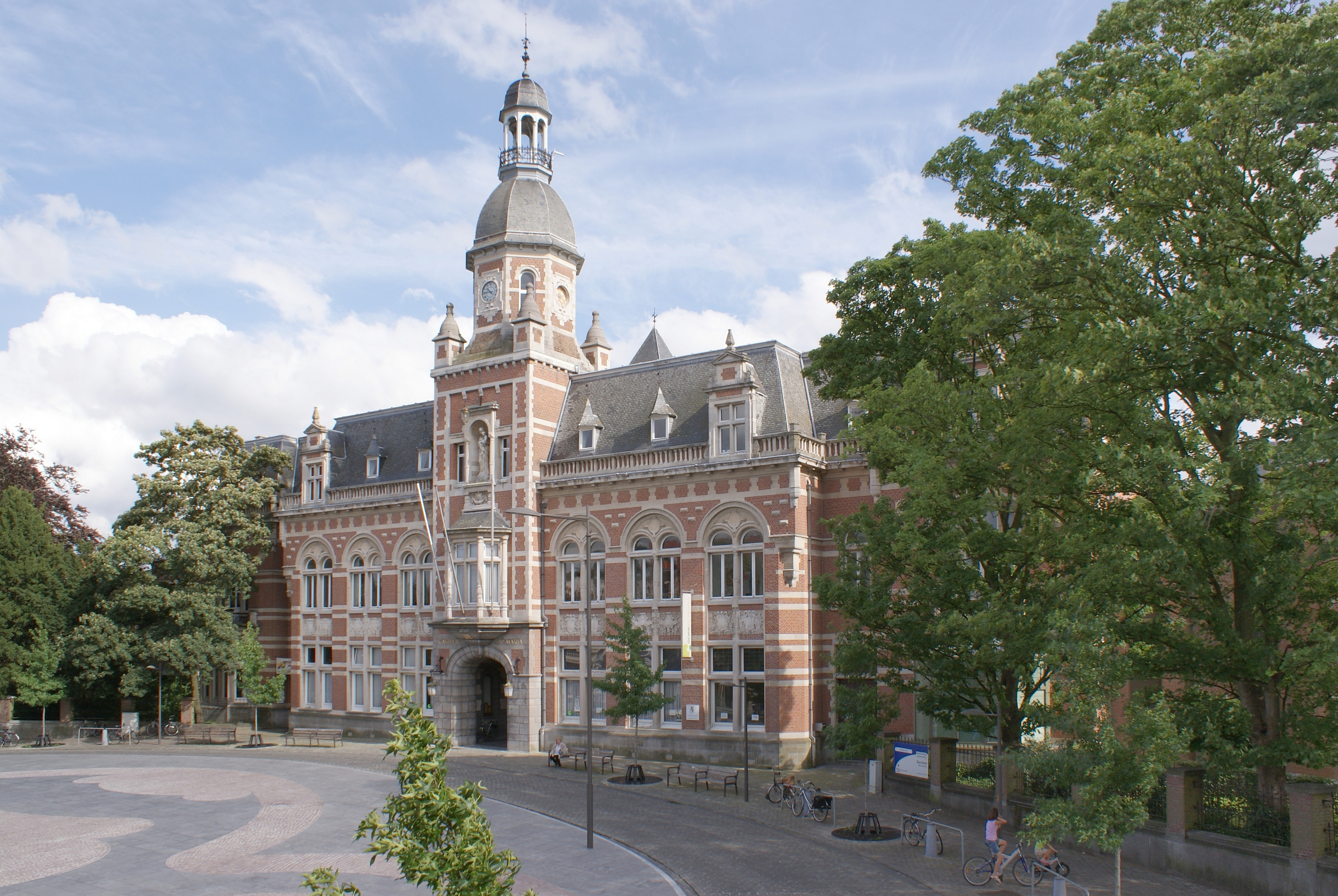
Rust- & Verzorgingstehuis Sint-Maria

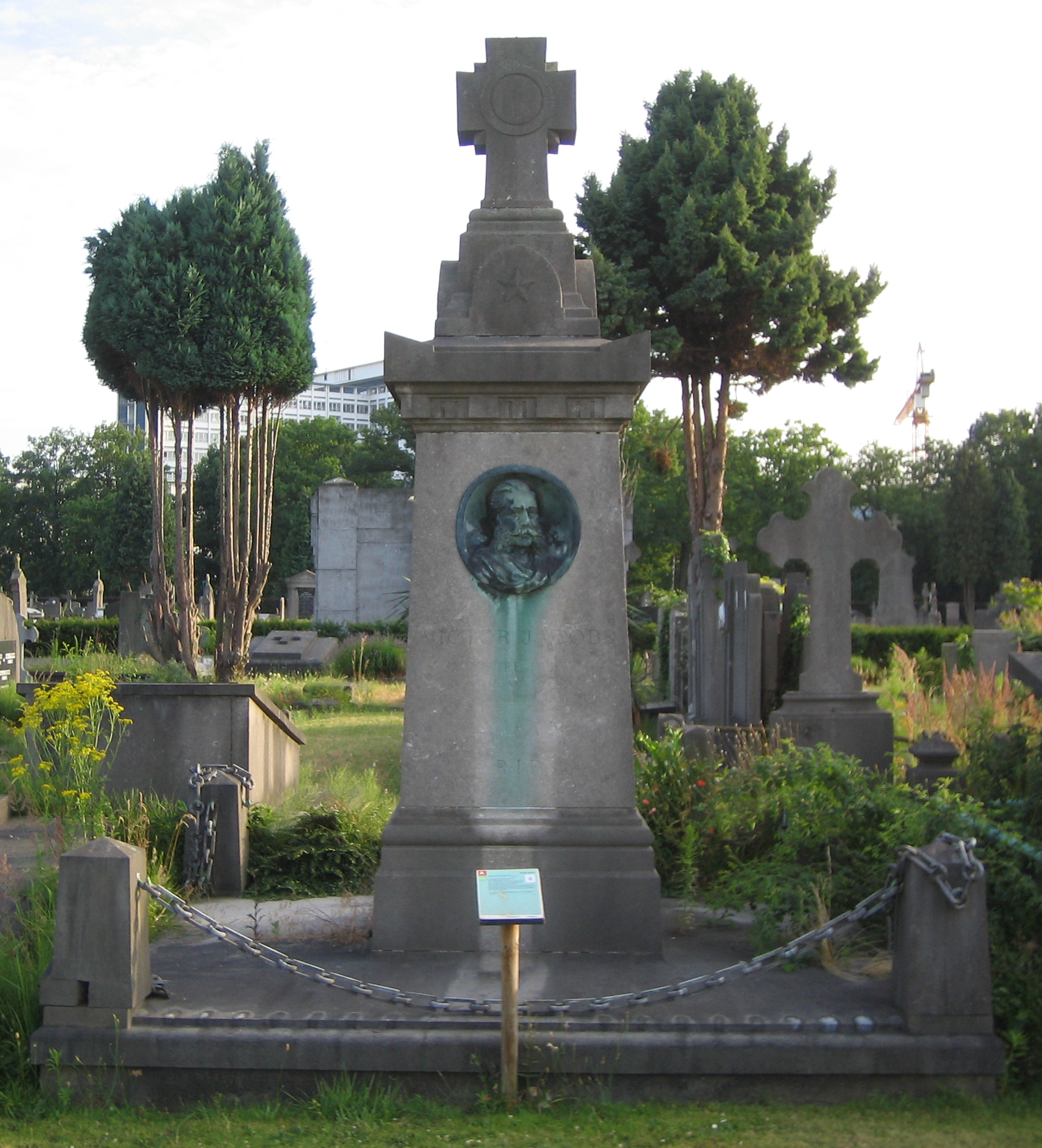
Grafmonument van Victor Jacobs

- Cogels-Osylei (in 1888 aangelegd en heette voordien Cogelsstraat) en de Transvaalstraat gelegen in de wijk Zurenborg. Liefhebbers van architectuur vinden beslist hun gading in deze wijk. Veel huizen werden als monument geklasseerd omwille van hun gevels met artistieke en architectuur-historische waarden. De monumenten in de straat hebben te lijden onder trillingsschade en milieuvervuiling veroorzaakt door het zware stadsbusverkeer dat door de straat gaat.
- Naast het genoemde beschermde stadgezicht Zurenborg zijn in de wijk Oud-Berchem ook de buurten rond de Victor Jacobslei met de Sint-Hubertuskerk en de Beernaertstraat, de Kardinaal Mercierlei en de Merodelei, en het scholencomplex met het vroegere Sint-Stanislascollege aan de Frederik de Merodestraat beschermde stadsgezichten.
- De rode beuk aan de Sint-Willibrorduskerk is beschermd landschap. De beschermde kerk zelf dateert van het einde van de 15e eeuw en is het oudste gebouw in Berchem.
- Het huis van beeldhouwer Albert Poels in de Karel Coggestraat
- Het huis van kunstschilder Jos Ratinckx in de Waterfordstraat
- Het gemeentelijk sportcentrum en het stadion van de voetbalclub Koninklijke Berchem Sport
- Het Vlaams Tram- en Autobusmuseum (VlaTAM) in de voormalige (thans beschermde) tramloods Groenenhoek
- Heilig-Hartbasiliek
- De Heilige Drievuldigheidskerk
- De Heilig-Sacramentskerk
- De Onze-Lieve-Vrouw Middelareskerk
- De Sint-Hubertuskerk
- De Sint-Theresiakerk
- De kerk van De Verrezen Heer
- Het Huis van de Sport, met de kantoren van de provinciale sportdienst en meer dan 50 sportfederaties en sportinstellingen
- Standbeeld ter nagedachtenis van Graaf Frederik de Mérode, die in 1830 in Berchem (Posthof) door de Hollanders dodelijk werd verwond
- De Vredestraat met het Sint-Mariagasthuis en vele herenhuizen
- De begraafplaats van Berchem, met verschillende praalgraven met hoge erfgoedwaarde

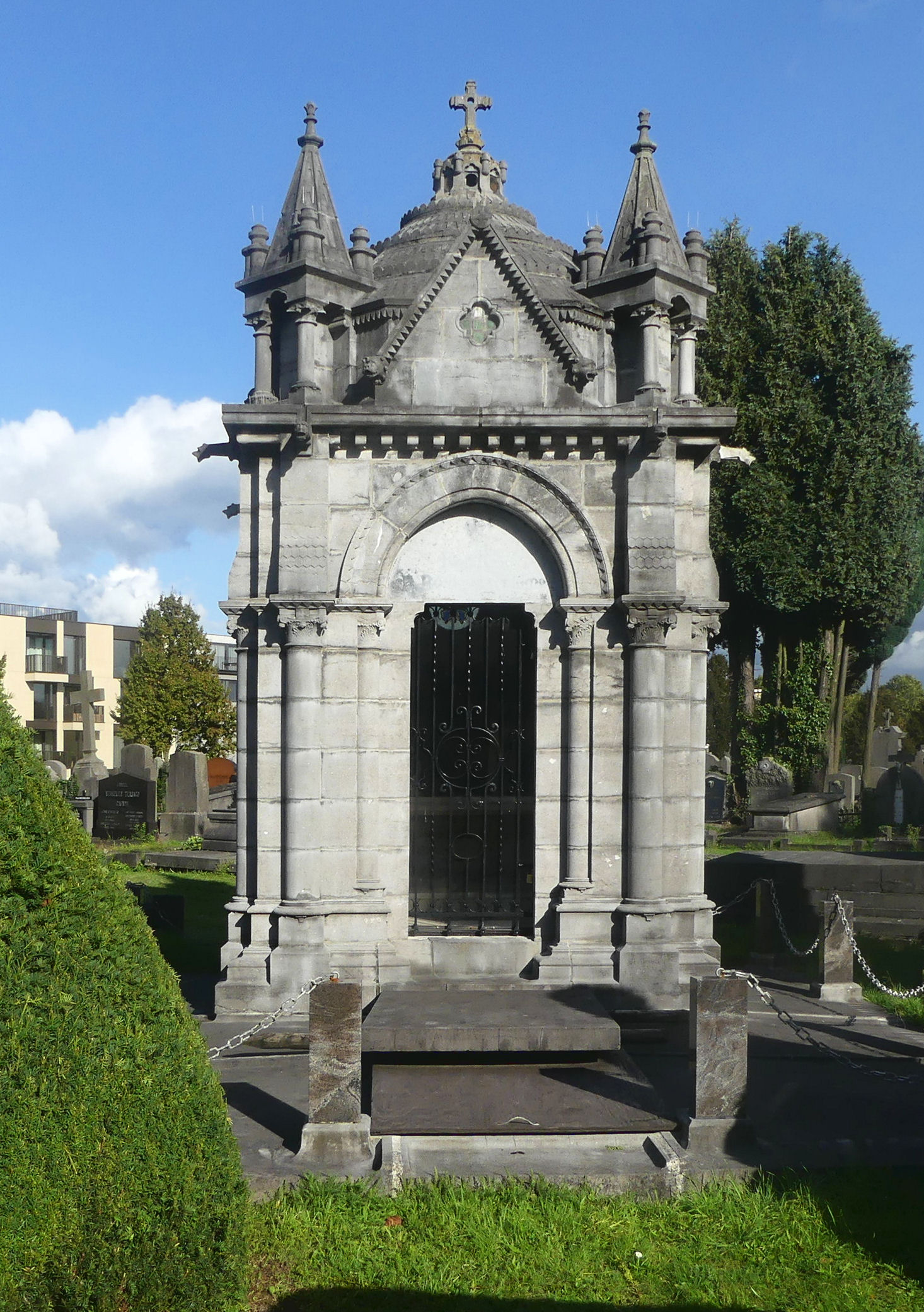
Praalgraven op de begraafplaats van Berchem
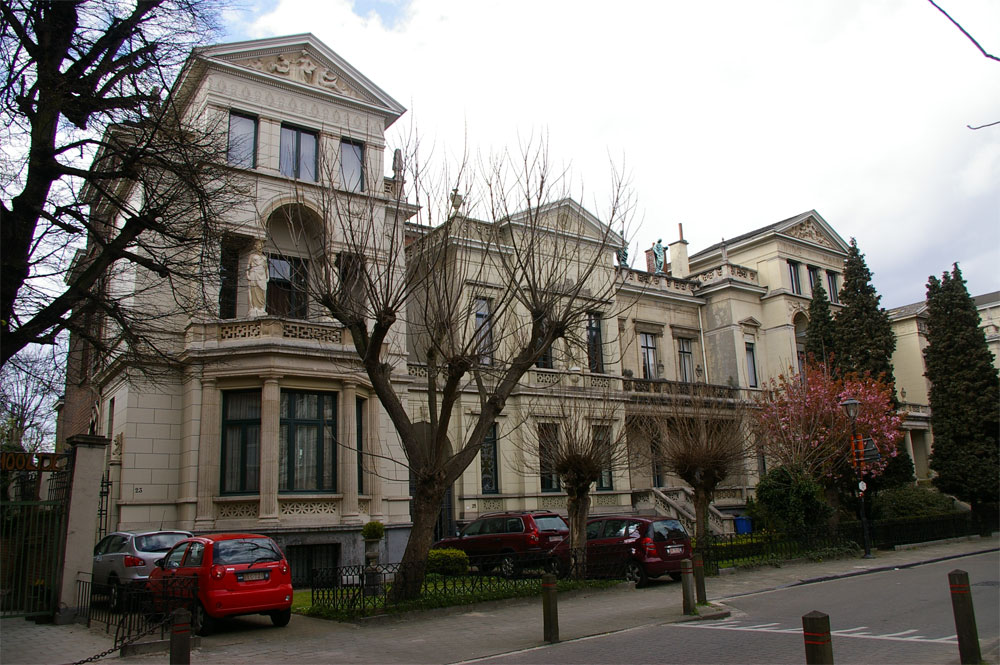
Transvaalstraat
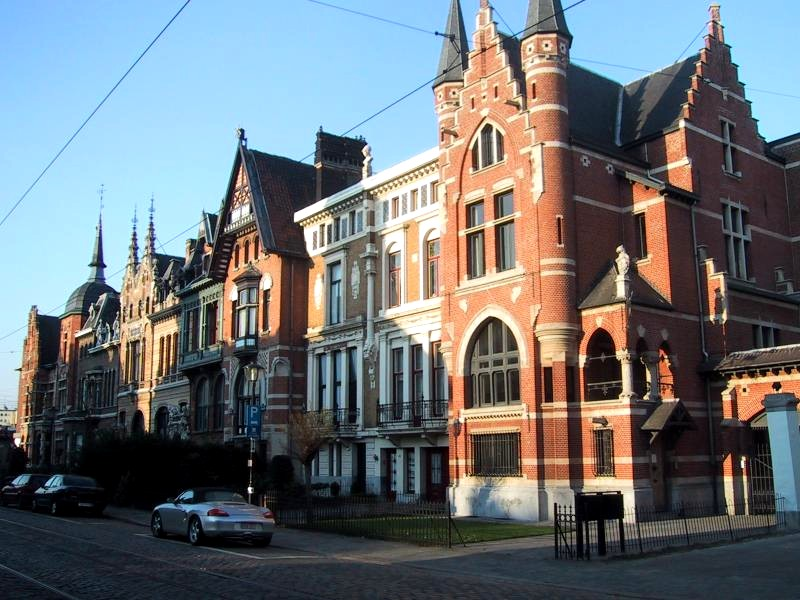
Cogels-Osylei
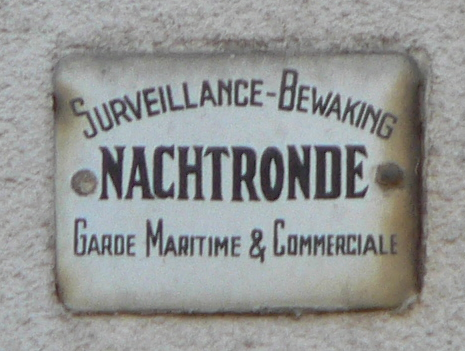
Bewakingsbordje aan de Cogels-Osylei
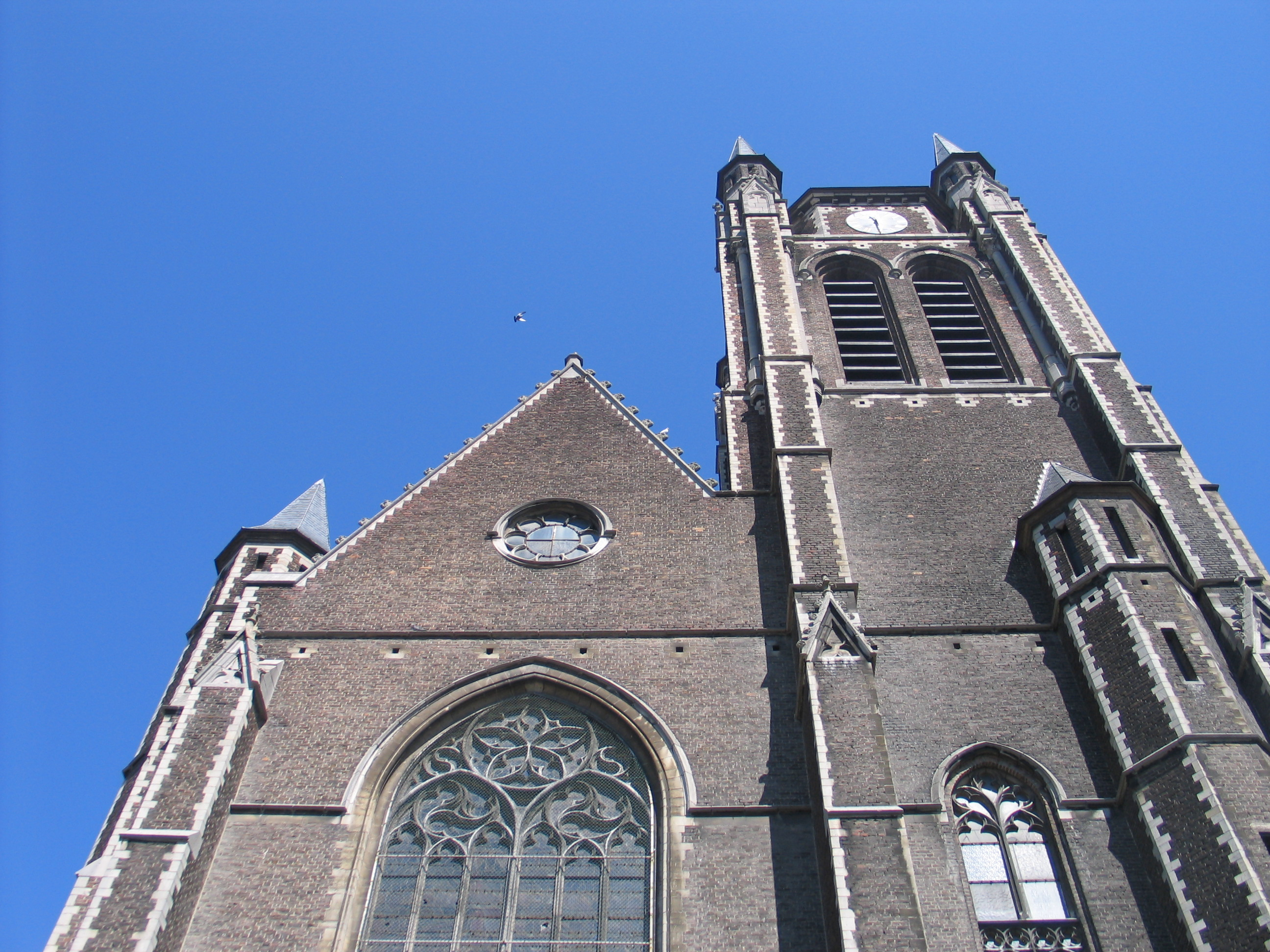
Sint-Hubertuskerk
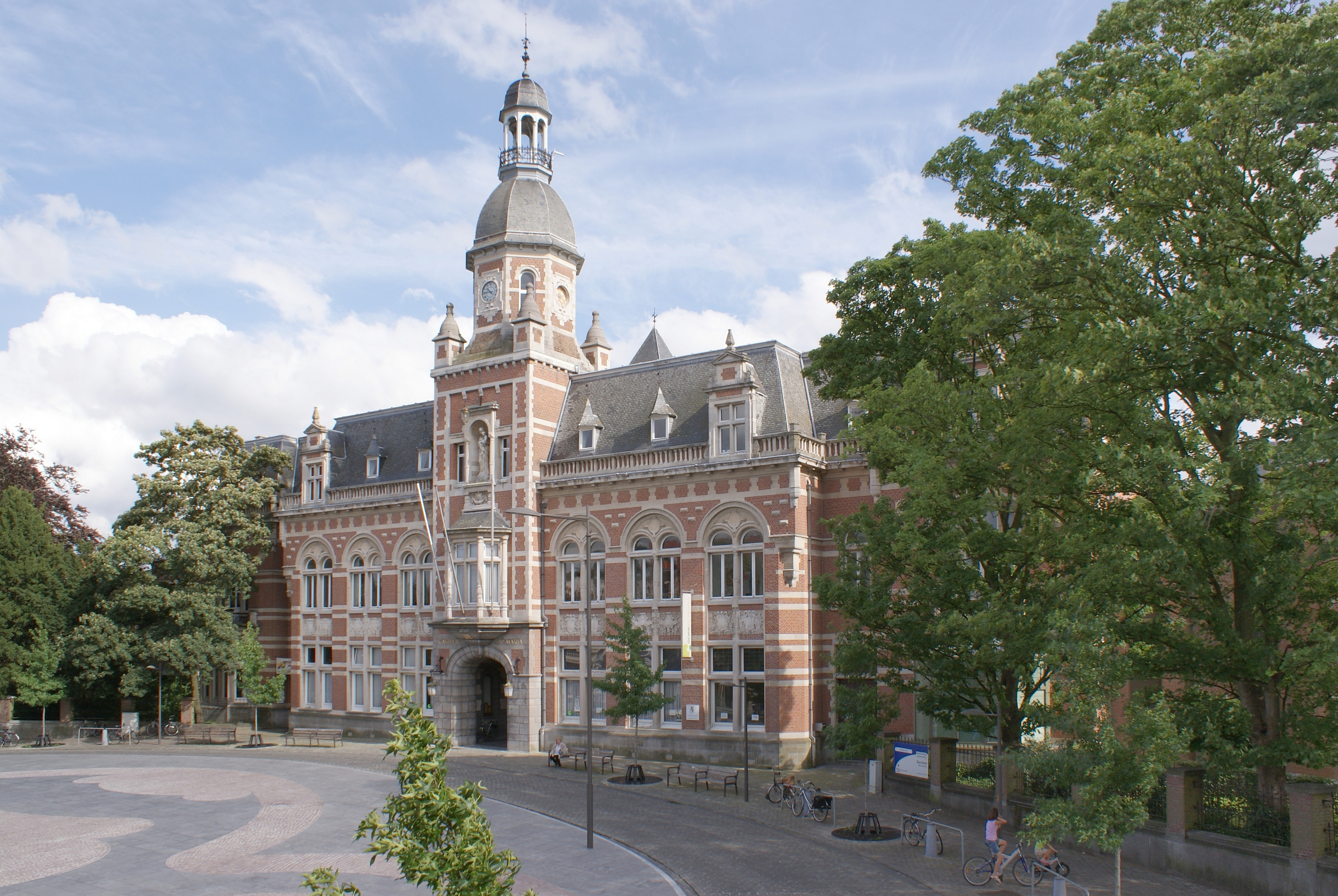
Het Rust- & Verzorgingstehuis Sint-Maria
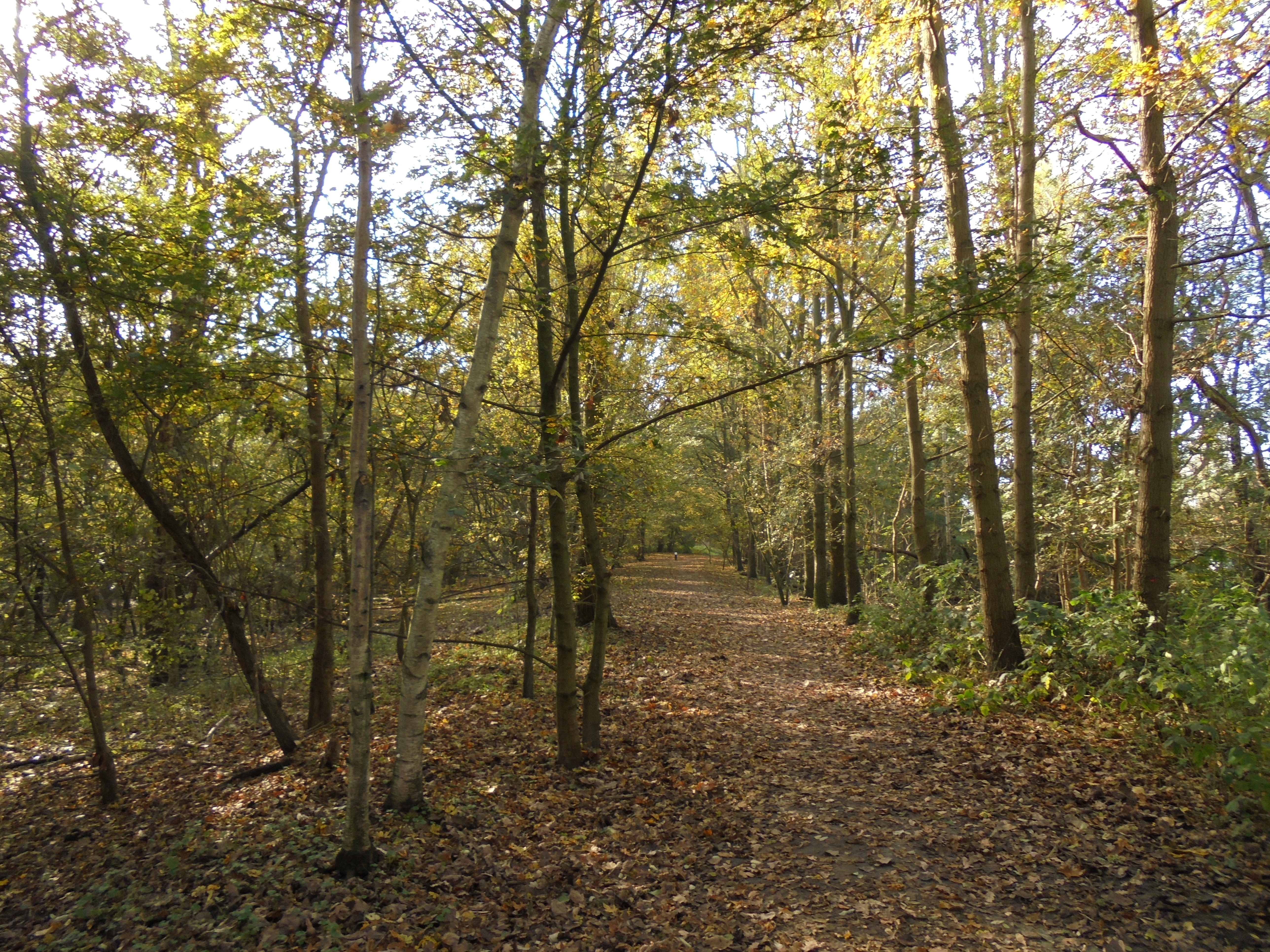
Wolvenbergpad

## Natuur
- Het park Leeuwerik
- Het park Brilschans, aangelegd op de resten van een lunet die deel uitmaakte van de Brialmontvesting en de campus Brilschans van de Hogeschool Antwerpen
- Natuurgebied Wolvenberg

## Cultuur
Berchem staat ook als "slijkdorp" bekend en de inwoners ervan als "slijkscheppers", "slijkstampers" of "slijktrappers". In mei 2008 werd eenmalig de "Slijktrofee" georganiseerd. De Slijktrofee was een wisselbeker voor Berchemse podiumkunsten, een festival waar Berchemse liefhebbergezelschappen het tegen elkaar opnamen in categorieën als: theater, muziek, dans, enzovoorts.

## Mobiliteit
- Station Antwerpen-Berchem
- De Antwerpse tramlijnen 4, 7, 9, 11 en 15 rijden door Berchem.

## Sport
- Voetbalclub Koninklijke Berchem Sport
- Zaalvoetbalclub Forcom Antwerpen
- Basketbalclub Mercurius BBC
- Koninklijke Minerva Korfbal Club

## Bekende Berchemnaren

### Geboren
- Jacquet de Berchem (ca. 1505-1567), componist
- Pieter Claesz. (ca. 1596/1597), kunstschilder
- Pierre de Caters (1875-1944), luchtvaartpionier
- Edward Van Eyndonck (1880-1953), politicus en syndicalist
- John Langenus (1891-1952), voetbalscheidsrechter
- Gustaaf Van Goethem (1898-1974), voetballer en voetbaltrainer
- Albert Poels (1903-1984), beeldhouwer
- Jos Van Eynde (1907-1992), politicus en journalist
- Raymond Braine (1907-1978), voetballer
- Egbert van Kampen (1908-1942), wiskundige
- Alfons Wachtelaer (1910-?), paramilitair en politicus
- Jaak De Voght (1911-1979), conferencier
- Jozef van Hove (1919-2014), tekenaar en scenarist (alias Pom)
- Bob Davidse (1920-2010), zanger, scenarist, presentator (alias Nonkel Bob)
- Walter Peeters (1925 - 2002), bestuurder en politicus
- Wim Tocquet (1925-2006), conferencier
- Jef Nys (1927-2009), stripauteur
- Ward Ruyslinck (1929-2014), schrijver
- Pol Bollansee (1929-1984), zanger
- Ludo Dierickx (1929-2009), politicus
- Jaap Kruithof (1929-2009), filosoof
- Nini Van der Auwera (1929-2022), actrice
- Paul van Herck (1938-1989), schrijver
- Freddy Van Gaever (1938-2017), zakenman en politicus
- Harry Kümel (1940), filmregisseur
- Paul Staes (1945-2024), politicus
- Norma Hendy (1946), zangeres en actrice
- Leen Wuyts (1950), speerwerpster en atletiekcoach
- Ludo Coeck (1955-1985), voetballer
- Geertje De Ceuleneer (1964), radiopresentatrice
- Peter Van den Begin (1964), acteur
- Gert Verhulst (1968), acteur, scenarist, regisseur en televisiepresentator
- Cathy Berx (1969), politica en juriste
- Johan Terryn (1969), acteur en presentator

### Woonachtig
Bekende personen die woonachtig zijn of waren in Berchem of een andere significante band met de plek hebben:
- Willem Roelofs (1822 - 1897), kunstschilder
- Edmond Duysters (1871 - 1953), politicus
- Lodewijk Goemans (1881 - 1957), politicus
- Hendrik Marck (1883 - 1957), politicus
- Hector Goemans (1915 - 1984), politicus
- Olga Lefeber (1929 - 2010), politica
- Prosper Slachmuylders (1939), politicus
- Frank Aendenboom (1941 - 2018), acteur
- Luc Deleu (1944), architect, kunstenaar
- Claude Marinower (1954), politicus
- Nigel Williams (1954), cabaretier
- Ludo Hellinx (1955), acteur
- Johan Malcorps (1957); politicus
- Ignace Lowie (1958), politicus
- Geert Hoste (1960), cabaretier
- Luk Alloo (1963), reportagemaker, journalist en criminoloog
- Peter Raats (1965), politicus
- Fons Borginon (1966), politicus
- Rob Van de Velde (1967), politicus
- Jan Eelen (1968), televisieregisseur en scenarist
- Caroline Van den Berghe (1969), journaliste
- Bart De Wever (1970), politicus
- Ruben Block (1971), muzikant
- Mauro Pawlowski (1971), muzikant
- Tom Van Dyck (1972), acteur
- Tom Naegels (1975), auteur en journalist
- Dave Sinardet (1975), auteur en politicoloog
- Güler Turan (1975), politica
- Sandy Tura (1975), model en dochter van Will Tura
- Meyrem Almaci (1976), politica
- Tess Gaerthé (1991), zangeres

## Nabijgelegen kernen
Antwerpen, Borgerhout, Haringrode, Mortsel, Wilrijk, Zurenborg